# الزراعة في موريتانيا

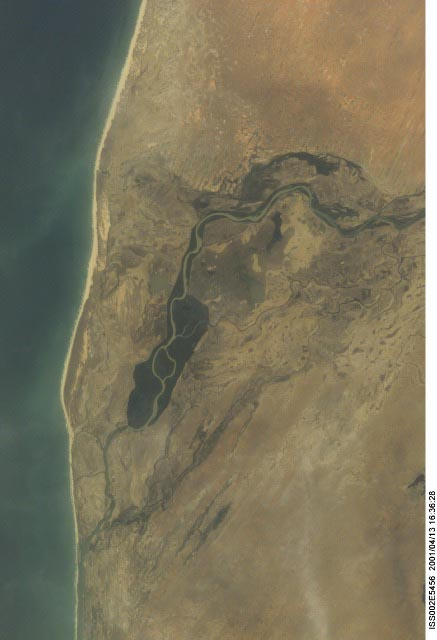
نهر السنغال

تقع موريتانيا في منطقتي الساحل والصحراء، وهي واحدة من أفقر القواعد الزراعية في غرب إفريقيا.
```
الأكثر أهمية بالنسبة للاقتصاد الريفي كان قطاع 
الثروة الحيوانية
 الفرعي. بين عامي 1975 و 1980، شغل الرعي ما يصل إلى 70 ٪ من السكان، وشكل المزارعون المستقرين حوالي 20 ٪ من السكان.
تعيش الغالبية العظمى من السكان في الثلث الجنوبي من البلاد، حيث كانت معدلات هطول الأمطار مرتفعة بما يكفي للحفاظ على رعي الماشية. اقتصرت الزراعة على الشريط الضيق على طول 
نهر السنغال
 حيث كان معدل هطول الأمطار يصل إلى 600 ملليمتر في السنة والفيضان النهري السنوي إنتاج المحاصيل المستدامة وكذلك قطعان الماشية الكبيرة. في الثلثين الشماليين الجافين من البلاد، اقتصرت الرعي على المجموعات الرعوية المنتشرة على نطاق واسع والتي كانت تربى 
الجمال
 و
الأغنام
 و
الماعز
، وكانت الزراعة مقيدة بأشجار النخيل وقطع الأراضي الصغيرة حول 
الواحات
.
```

كان السبب الرئيسي وراء الركود الاقتصادي في موريتانيا منذ منتصف سبعينيات القرن الماضي هو تراجع قطاعها الريفي. أهمل المخططون الحكوميون كل من الرعي والزراعة حتى الثمانينات، وركزوا بدلاً من ذلك على التنمية في القطاع الحديث. تأثر القطاع الريفي بشدة بالجفاف من عام 1968 إلى عام 1973 ومن عام 1983 إلى عام 1985، وعانى من نوبات الجفاف المتفرقة في سنوات أخرى. في الستينيات من القرن الماضي، قدم الإنتاج الحيواني والمحاصيل سويًا 35 إلى 45 في المائة من إجمالي الناتج المحلي (بأسعار 1982 الثابتة). في الفترة من 1970 إلى 1986، بلغ متوسط مساهمتها في الناتج المحلي الإجمالي (بالأسعار الثابتة لعام 1982) 28 في المائة، حيث يمثل الرعي حوالي 20 في المائة من هذا الرقم، كما انخفض إنتاج المحاصيل إلى 3 إلى 5 في المائة في أسوأ سنوات جفاف.
```
[
1
]
 بلغ إنتاج الدخن والذرة الرفيعة 10000 و 75000 طن، على التوالي، في عام 1999. ومن بين المحاصيل الأخرى التي تم إنتاجها في عام 1999 الأرز، 102000 طن؛ والذرة، 8,000 طن. وكان إنتاج التاريخ 22000 طن في عام 1999.
```

تقوم الحكومة الموريتانية بتسهيل التنمية الزراعية في وادي نهر السنغال. بدأت O M VS في عام 1981 في بناء سد في مانانتالي، في مالي، لأغراض النقل النهري، والري، والطاقة الكهرومائية. بدأت موريتانيا خطة للري والتطوير في عام 1975 لوادي نهر جورجول حيث سيزيد السد الأراضي الصالحة للزراعة بأكثر من 3600 هكتار (9000 فدان). كان من المقرر أن يتبع هذا المشروع سدود أخرى ستضيف معًا 30000 هكتار (74100 فدان) لإنتاج الغذاء. تم تصميم مشروع O M V S آخر، بدأ في عام 1981، لمنع دخول المياه المالحة إلى دلتا نهر السنغال الخصبة. بين عامي 1989 و 1991، سعت الحكومة الموريتانية لترشيد الإنتاج الزراعي.

## الرعي
تاريخيا، كان رعي الماشية أهم نشاط اقتصادي في موريتانيا. في الثمانينيات، حيث بلغت نسبة الماشية إلى البشر ثلاثة إلى واحد، وهي الأعلى في غرب إفريقيا. توفير الرعي الكفاف لمدة تصل إلى 70 في المئة من سكان البلاد. تأثر الرعي بشكل كبير بالجفاف المزمن وما يصاحب ذلك من تقدم سريع في الصحراء. وقد أدت هذه الأحداث إلى حدوث تحولات في أنماط الحركة وتكوين القطيع وملكيتها، وزادت الضغوط على الأراضي التي يشغلها أيضًا المزارعون المستقرون في الجنوب.
على الرغم من أن المصادر تختلف حول حجم القطيع، فمن الواضح أن الأرقام انخفضت منذ الستينيات. من المحتمل ألا يعكس الانخفاض في حجم القطيع موتًا واسع النطاق للحيوانات بقدر ما كان تحولًا دائمًا متزايدًا للقطعان إلى أراضي تسقيها المياه بشكل أفضل في السنغال ومالي.
كما تسبب الجفاف في حدوث تحول في رعي الجمال (الموجود تقليديا في الشمال الأكثر جفافا) وللأغنام والماعز (التي تحتفظ بها مجموعات في جميع أنحاء موريتانيا). كانت هذه التغييرات أقل إثارة من تلك الخاصة بالماشية، لأن الجمال والأغنام والماعز أكثر مقاومة للجفاف. على الرغم من أن الانخفاض في حجم قطعان الأغنام والماعز والإبل في سنوات الجفاف قد يكون كبيرًا، إلا أن الشفاء كان أكثر سرعة واستدامة. في السنوات التي تلت الجفاف في الفترة 1968-1973، ارتفعت أحجام قطيع الإبل والغنم والماعز إلى مستويات الجفاف أو أعلى. بدا نفس النمط واضحًا خلال الجفاف في الفترة 1983-1985 وسنوات الانتعاش في أواخر الثمانينيات. في الواقع، قد يرتفع حجم قطعان الإبل والأغنام والماعز إجمالاً منذ الستينيات، حيث انتقلت هذه الحيوانات القاسية إلى المناطق التي تركتها قطعان الماشية. يبدو أن هذا النمط كان صحيحًا بشكل خاص بالنسبة إلى قطعان الجمال.
في الستينيات من القرن الماضي، كانت قطعان الماشية في موريتانيا تتألف من نوعين أساسيين: زيبو أخف وزنا أو قرن قصير، أو ما يربو على 85 في المائة من القطيع الوطني؛ و zebu أثقل، منذ قرون طويلة، أو «فولاني». تراوحت زيبو الأصغر شمالًا وكانت مملوكة لرعاة من البدو الرحل. بقيت منطقة زيبو الأكبر بالقرب من المناطق النهرية التي تسقى فيها المياه بشكل أفضل، وكانت مملوكة لجماعات مستقرة تمارس الزراعة بالإضافة إلى تربية الماشية.
على الرغم من استمرار أنماط الرعي التقليدية، حدثت تغييرات كبيرة. منذ الجفاف 1968-1973، كان هطول الأمطار أقل من المتوسط. بين عامي 1973 و 1984، مع تحرك خط i s o h y e t الذي يبلغ طوله 150 مم جنوبًا، غالبًا ما أُجبرت الماشية على البقاء طيلة العام في مناطق الرعي في موسم الجفاف بالقرب من نهر السنغال وعبر الحدود في السنغال ومالي. وبالتالي، تم ضغط مجموعات القطيع في مساحة أصغر، مما زاد من الضغط على موارد الأراضي وزيادة المنافسة بين مجموعات الرعاة وبين الرعاة والمزارعين المقيمين. الرعي الجائر في المناطق المزدحمة بشكل متزايد وقطع الأشجار والشجيرات من أجل الحطب والأعلاف (خاصة بالنسبة للأغنام والماعز) ساهم في تسريع التصحر وتشكل تهديدًا لإنتاج المحاصيل.

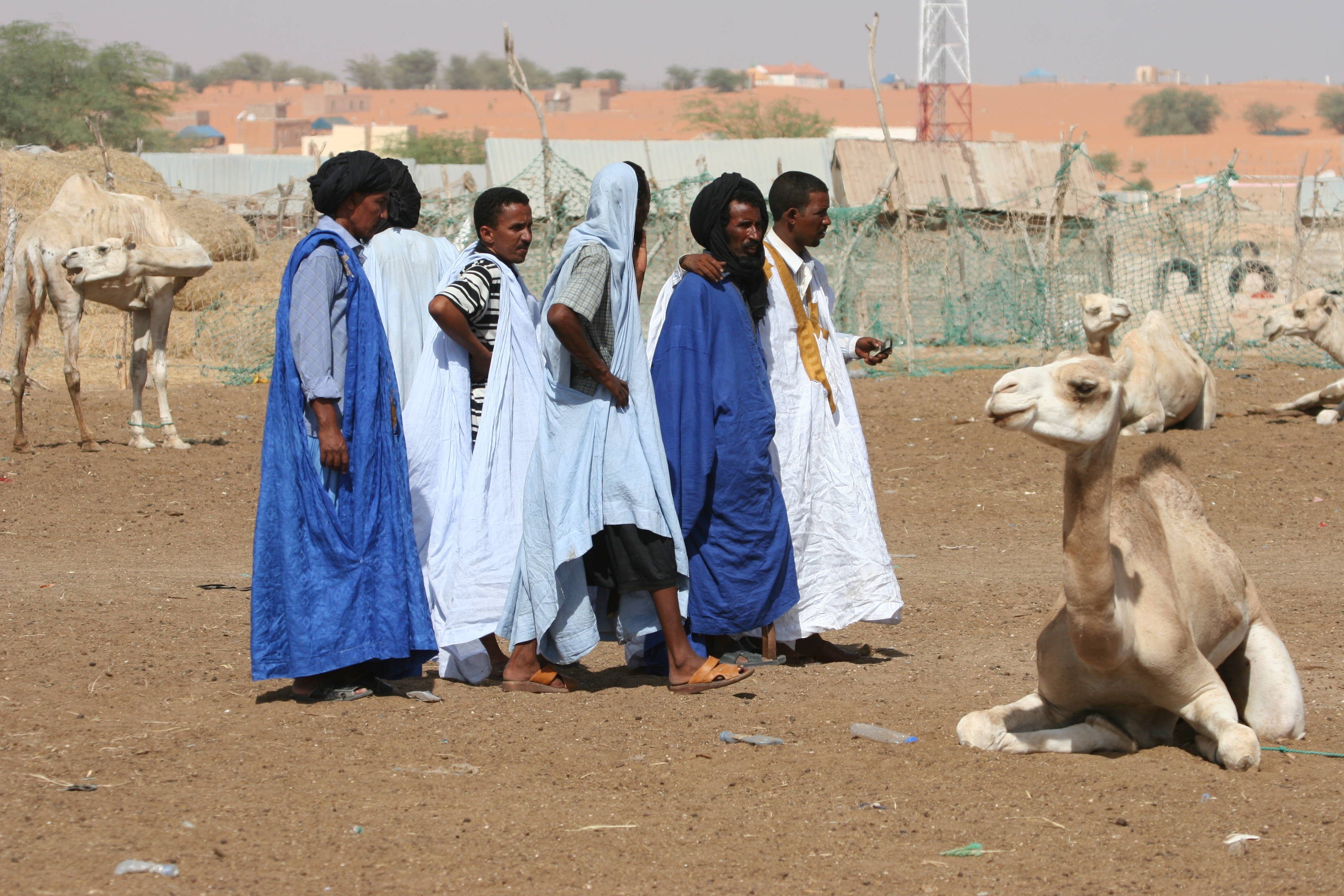
سوق الجمل في نواكشوط

تغيرت أنماط ملكية القطيع أيضا مع الجفاف وإفقار القطاع الريفي. على نحو متزايد، كانت القطعان تعود إلى مستثمرين في المناطق الحضرية (معظمهم من المسؤولين الحكوميين والتجار) وكان يتم رعايتهم من قبل موظفين معينين (مأخوذ من مجموعة من الرعاة المعوزين الذين هاجروا بعد قطعانهم إلى المناطق الحضرية). بدأ الرعاة في الاستفادة من الوصول إلى الآبار العامة لرعي قطعانهم في المناطق التي تسيطر عليها تقليديًا الجماعات القبلية. كان من الصعب تقييم مدى هذا النظام المتنامي «للرعي الغائب»؛ ولكن بحلول منتصف الثمانينيات، كان يُعتقد أن 40٪ من القطيع الوطني متورط.
كانت وزارة التنمية الريفية في موريتانيا مسؤولة عن حفظ الثروة الحيوانية والموارد الطبيعية. كانت الإدارة الوطنية للثروة الحيوانية بالوزارة (Direction N a t i o n ale d ' E l e v a g e - D N E) مسؤولة عن الخدمات الميدانية وعن حملة التطعيم ضد الطاعون البقري السنوية. يقع مقر الشركة الرئيسي في نواكشوط، في منتصف الثمانينيات من القرن الماضي، وهي تدير أحد عشر مركزًا ميدانيًا في العواصم الإقليمية و 19 محطة بيطرية ميدانية، تقع معظمها في الثلث الجنوبي من البلاد. تستخدم هذه المحطات الميدانية بشكل أساسي في حملات التطعيم السنوية، وهي تقدم القليل من الخدمات البيطرية والإرشادية الأخرى. الوزارة تعمل المدرسة الوطنية للتدريب والإرشاد الريفي (المدرسة الوطنية للتكوين وآخرون ابتذالا بوجمبورا-E N F V R) في كيهيدي، التي منذ عام 1968 دربت موظفي مجال الطب البيطري.
في عام 1981، أنشأت الحكومة مؤسسة تسويق حكومية مستقلة، الشركة الموريتانية لتسويق الثروة الحيوانية (S o c i e t e M a u r i t a n i e n n e d e la Commercialization d u B e t a i l — S O M E C O B). كان لهذه الوكالة احتكار رسمي، ولكن غير قابل للتنفيذ، لصادرات الماشية وسلطة التدخل في عمليات السوق لتحقيق استقرار أسعار الماشية المحلية. كانت S O M E C O B مسؤولة أيضًا عن مسلخ كادي الذي تم إنشاؤه عام 1975 كمسلخ للتصدير. بحلول عام 1986، كانت تعمل من أجل الاستهلاك البلدي المحلي فقط، أقل بكثير من طاقتها، وكانت صادرات سوميكوب ضئيلة. تمت الصادرات الخاصة من الماشية الحية دون إعاقة من S O M E C O B. وتألفت هذه التجارة في معظمها من حركات غير مسجلة في السنغال ومالي ودول أبعد جنوبًا. في منتصف الثمانينيات، كان أهم سوق للماشية الموريتانية محليًا، ويتركز في نواكشوط ونواذيبو ومراكز التعدين.

## زراعة
رغم أنها بلد كبير، إلا أن معظم موريتانيا صحراء. في أواخر الثمانينيات، كانت الأراضي الصالحة للزراعة شحيحة، وباستثناء بعض الواحات، اقتصر إنتاج المحاصيل على نطاق ضيق على الحدود الجنوبية مع السنغال ومالي. مارس المزارعون أربعة أنواع من الزراعة: زراعة المحاصيل في الأراضي الجافة، التي تسمى d i e r i ؛ انحسار الفيضان عن نهر السنغال وروافده الموسمية، ودعا o u a l o ؛ زراعة واحة، الأقل أهمية؛ والزراعة المروية الحديثة.
كانت أهم الطرق، d i e r i و o u a l o ، تعتمد كلياً على هطول الأمطار المحدود وغير المنتظم وعلى الفيضان السنوي لنهر السنغال وروافده الدائم الوحيد في موريتانيا، نهر جورجول. حدثت زراعة D i e r i خلال موسم الأمطار، من يونيو إلى يوليو إلى سبتمبر إلى أكتوبر، في المناطق التي تتلقى كمية كافية من الأمطار (400 إلى 450 ملليمتر سنويًا) لزراعة الدخن والبازلاء. حدثت مزارع O u a l o خلال موسم الجفاف البارد من نوفمبر إلى مارس، للاستفادة من الرطوبة الأرضية مع تراجع مياه الفيضان في أنهار السنغال وجورجول. كانت الذرة الرفيعة المحصول الرئيسي لهذا الموسم. استمدت زراعة الواحة مياهها من المصادر الجوفية وبالتالي لم تكن تعتمد على الأمطار. في الواقع، قد لا تتعرض المناطق التي توجد فيها الواحات لأمطار كبيرة لسنوات. كانت الزراعة المروية الحديثة تعتمد جزئياً فقط على الأمطار السنوية. كانت تعتمد في المقام الأول على السدود في الاحتفاظ بالمياه من الارتفاع السنوي في الأنهار الناتج عن هطول الأمطار في مجرى النهر. بالنسبة لنهر السنغال، سقطت هذه الأمطار بشكل رئيسي في منابع المياه في شرق مالي وغينيا.
كان الجفافان الرئيسيان في الساحل الإفريقي قد طال أمدهما في موريتانيا بسبب فترات الجفاف المتقطعة. وكانت النتيجة انخفاض خطير في إجمالي الإنتاج الزراعي. في الستينيات، أنتجت موريتانيا حوالي نصف احتياجاتها من الحبوب. وبحلول الفترة 1983-1985، انخفضت محاصيل الحبوب إلى مستوى لم يلبي سوى حوالي 3 إلى 8 في المائة من احتياجات البلاد من الحبوب. تم سد العجز في الحبوب من خلال مجموعة من الواردات التجارية والمعونات الغذائية الدولية، والتي كانت الولايات المتحدة الجهة المانحة الرئيسية لها. خلال أخطر سنوات الجفاف، من عام 1983 إلى عام 1985، شكلت المساعدات الغذائية أكثر من 61 في المائة من إمدادات موريتانيا المتاحة من الحبوب، والواردات التجارية من الأرز من قبل الحكومة تغطي حوالي 20 في المائة، ووفرت واردات الطحين من قبل تجار القطاع الخاص 13 في المائة أخرى. كان الإنتاج المحلي قادرًا على تغطية 5 في المائة فقط من الاحتياجات. في السنوات الثلاث التالية، انتعش الإنتاج المحلي بما يكفي لتلبية حوالي ثلث احتياجات الحبوب السنوية، التي قدرت في عام 1986 بنحو 260,000 طن. في ذلك العام، غطى الإنتاج المحلي 35 في المائة من الاحتياجات، ووفرت الواردات الحكومية 30 في المائة، وواجهت المعونة الغذائية 35 في المائة.
على الرغم من عدم وجود بيانات دقيقة، ارتفع إنتاج جميع الحبوب في سنوات الانتعاش من عام 1985 إلى عام 1987 إلى ما بين 68000 و 120000 طن، بزيادة كبيرة عن الرقم القياسي المنخفض البالغ حوالي 20,000 طن في عام 1984 (انظر الشكل 8). وهكذا، بلغ إجمالي الإنتاج بين عامي 1985 و 1987 مستويات غير متكافئة منذ منتصف الستينيات. ارتفاع عدد السكان في هذه الفترة يعني أنه على الرغم من هذا الانتعاش الكبير، ظلت البلاد تعتمد على الحبوب المستوردة لتلبية احتياجاتها

## زراعة المحاصيل
كان الدخن والذرة الرفيعة من المحاصيل الرئيسية في موريتانيا، يليهما الأرز والذرة. قبل الثمانينيات، كان الدخن والذرة تمثل 70 إلى 80 في المائة أو أكثر من إجمالي إنتاج الحبوب. كان متوسط إنتاج الأرز في السبعينيات من 5 إلى 10 في المائة، وبلغت نسبة الذرة من 10 إلى 25 في المائة. في الثمانينات، ازداد إنتاج الأرز أهمية، حيث أكد التخطيط الوطني على الزراعة المروية (التي كانت تفضل الأرز) وتغيير العادات الغذائية. بلغ إنتاج الدخن والذرة الرفيعة 10000 و 75000 طن، على التوالي، في عام 1999. ومن بين المحاصيل الأخرى التي تم إنتاجها في عام 1999 الأرز، 102000 طن؛ والذرة، 8,000 طن. وكان الإنتاج 22000 طن في عام 1999.
تم زراعة عدد قليل من المحاصيل الأخرى. تم إنتاج ما يتراوح بين 10000 إلى 15000 طن من التمور سنويًا في واحات البلاد، معظمها للاستهلاك المحلي. خلال الستينيات، ارتفع الإنتاج التقليدي للصمغ العربي (انظر Glossary) إلى حوالي 5000 طن سنويًا. بحلول الثمانينات، اختفى إنتاج الصمغ العربي. قطع الأشجار غير المدروس لزيادة الإنتاج على المدى القصير مع الجفاف لتدمير كل أشجار السنط الموريتانية المنتجة للثة. بحلول عام 1986، أنتج المزارعون الذين يعملون في الأراضي المروية حوالي 35 في المائة من محاصيل الحبوب في البلاد. من مساحة يحتمل أن تكون قابلة للري تقدر بنحو 135000 هكتار، كان هناك فقط حوالي 13,700 هكتار في الإنتاج في 1985-1986. كانت معظم الأراضي المروية (حوالي 65 في المائة) في مشاريع واسعة النطاق (500 هكتار أو أكثر) تتمركز في بوغي وكايدي، والتي كانت تسيطر عليها الحكومة من خلال المؤسسة الوطنية للتنمية الريفية (Société Nationale pour le Développement Rural - SONADER). أما الباقي فكانت عمليات صغيرة (أقل من خمسين هكتارًا)، تم تطويرها بواسطة قطاع خاص نشط حديثًا يتركز بشكل رئيسي في روسو.
في الثمانينات، ركزت الحكومة بشكل متزايد على تطوير القطاع الريفي. أعطت إستراتيجية التخطيط الحكومي في إطار برنامج الانتعاش الاقتصادي 1985-88 أولوية قصوى للتنمية الريفية (35 في المائة من الاستثمارات المخططة). كان يجب إيلاء اهتمام خاص لتحسين الأراضي القائمة وتطوير الزراعة المروية الجديدة وزراعة الركود. كانت هناك أيضًا خطط تشمل موريتانيا ومالي والسنغال لدمج التنمية الريفية والتحكم في المياه والفيضانات من خلال مكتب تنمية نهر السنغال (المنظمة من أجل ميزون فاليور دو فليوف سينيجال - OMVS) حيث أصبح سد دياما ومانانتالي الهائلان جاهزين بالكامل انظر العلاقات مع الدول الأفريقية الأخرى، الفصل 4

## حيازة الأراضي
كان نظام حيازة الأراضي في مرحلة انتقالية في الثمانينات. من بين العوامل التي ساهمت في هذا الانتقال إلغاء الحكومة لممارسات الرق التي استمرت قرون والتي تشمل العلاقات القبلية والإثنية بين مختلف مجتمعات الرعي والمستقرة. سياسات التنمية الحكومية، خاصة فيما يتعلق بإصلاح الأراضي وخطط الري الواسعة النطاق؛ وتحولات هائلة في أنماط تسوية الأراضي والرعي بسبب الجفاف.
تاريخياً، كانت ملكية الأراضي وإدارة المراعي تستند إلى العلاقات القبلية وأنماط الاستيطان العرقي. تم السيطرة على المراعي الرعوية من خلال الملكية القبلية للآبار؛ حول الواحات ، عملت مجموعات العبيد قطع الأراضي القابلة للزراعة ، على الرغم من أن العشائر النبيلة التقليدية كانت تملك الأرض. في المناطق الزراعية المستقرة جنوبًا ، تختلف الملكية من منطقة إلى أخرى ومن قرية إلى أخرى ، اعتمادًا على أنماط الاستيطان العرقي. ملكية الأرض قد المخولة للرئيس عشيرة أو قرية ممثلا للمجموعة والأراضي الموزعة إلى الأبد إلى وحدات عائلية وجود حق الانتفاع. في أماكن أخرى ، قد تحتفظ النبلاء التقليدية بملكية الأراضي التي كانت تعمل من قبل الجماعات المستعبدة سابقًا ، والتي كانت تتمتع بحق الانتفاع التقليدي. على الرغم من أن رئيس القرية لم يتمكن من بيع الأراضي التي تنتمي إلى العشيرة (والتي من شأنها أن تنفر مجموعات الأسرة من الأرض)، فإن العشائر النبيلة التقليدية يمكنها بسهولة بيع الممتلكات وتهجير مجموعات الرقيق أو إزاحتها بشكل فعال. بحلول أواخر الثمانينيات ، لم يكن معروفًا إلى أي مدى أثر الإلغاء الرسمي للرق على العلاقات التقليدية بالأراضي بين مجموعات العبيد النبيلة والسابقة. لم يكن معروفًا أيضًا تأثير سياسة الحكومة المعلنة في إعطاء الأولوية لجماعات الرقيق السابقة عندما أعيد توزيع الأراضي التي يمكن المطالبة بها تحت نطاق بارز.
كان قانون إصلاح الأراضي لعام 1983 ذا أهمية أكبر بكثير في استئجار الأراضي. كان السبب الأول وراء الفعل هو مصلحة الدولة المتأصلة والسائدة في تنمية الأراضي. وفقًا لهذا القانون ، يمكن للحكومة منح سندات ملكية الأراضي غير المطورة - والتي تضمنت على ما يبدو الأرض المراحة - لمن تعهد بتحسينها وفي الوقت نفسه يمتلك الموارد اللازمة. على الرغم من أن الضرورة الاقتصادية للفعل لم تكن موضع تساؤل ، إلا أن التكاليف الاجتماعية لاستيلاء أراضي حوض نهر السنغال القيمة التي يسيطر عليها السود افتراضيًا وإعادة توزيعها على موريس الأثرياء من الشمال البعيد قد تكون غير مقبولة. ومع ذلك ، كان من الواضح أن الوضع كان في حالة تغير كبير.
خلقت مشاريع الري الحكومية الكبيرة وخطط التنمية المتكاملة القائمة على الإدارة الإقليمية للمياه مجموعة أخرى من المتغيرات للأنماط التقليدية لاستخدام الأراضي وملكيتها. المجموعات التي تقع في المناطق الواقعة خلف السدود أو في المناطق التي إما غمرتها المياه بشكل دائم أو المحرومة من الفيضانات السنوية مع زيادة السيطرة على مستويات التدفق في نهر السنغال تمر بعملية إعادة توطين محكومة كان تشكيل مجموعات الإنتاج التعاونية التي كان من المقرر تسويتها على الأرض - غالبًا على أساس من يأتي أولاً يخدم أولاً - ضروريًا لتنفيذ المشروع

## تنظيم الدولة
في عام 1986، كانت الوكالات الحكومية المعنية بالإنتاج الزراعي والتسويق وتوزيع الأغذية هي S O N A D E R و CS A و S O N I M E X. تأسست S O N A D E R في عام 1975، وكانت وكالة عامة خاضعة لسيطرة وزارة التنمية الريفية. ركزت مسؤولياتها العامة على تخطيط البرامج الزراعية الريفية ، بما في ذلك بناء وتشغيل مشاريع الري ، وتدريب المزارعين على التقنيات الجديدة اللازمة لتحسين زراعة الري، وتوفير الائتمان والمدخلات مثل الأسمدة ومعدات الضخ. نظمت في عام 1982 من وكالتين أخريين ، أصبحت C S A مسؤولة عن استقرار أسعار الحبوب ، والحفاظ على مخزون غذائي آمن من خلال تدخل السوق ، ومراقبة الإنتاج والعجز الغذائي ، وتوزيع المساعدات الغذائية. بدأت S O N I M E X عملياتها في عام 1966 كمشروع مشترك تسيطر عليه الحكومة. احتلت الشركة واردات السلع الأساسية (خاصة الأرز والشاي والسكر ومعجون الطماطم)، والتي أعيد بيعها للمصالح الخاصة لتجارة التجزئة. كان دور القطاع الخاص في واردات الحبوب مقصورا قانونا على القمح والدقيق. ومع ذلك ، فإن العديد من المتداولين من القطاع الخاص في سلسلة التسويق لم تتم تغطيتهم (أو تمت تغطيتهم جزئيًا فقط) بواسطة C S A و S O N I M E X. لم تكن هناك بيانات دقيقة عن مدى الإنتاج المحلي الذي يتم تسويقه من قبل التجار من القطاع الخاص مقارنةً بـ C S A أو عن مدى تجارة الحبوب عبر نهر السنغال الذي كان خارج سيطرة S O N I M E X.